# Johann Mühlmann (Kirchenlieddichter)

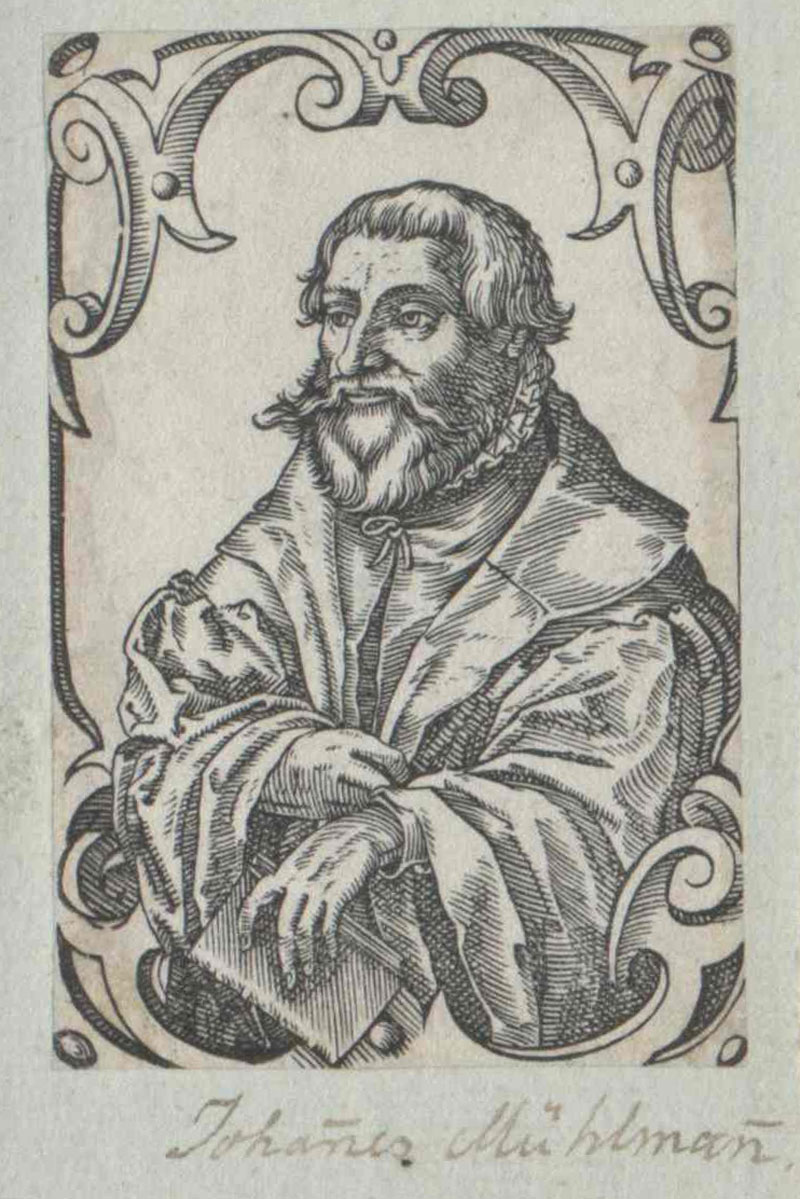
Johannes Mühlmann (1573–1613), Kupferstich, Künstler unbekannt, Österreichische Nationalbibliothek

Johannes Mühlmann (* 28. Juli 1573 in Wiederau; † 14. November 1613 in Leipzig, bestattet in der Paulinerkirche ebenda am 17. November 1613) war ein deutscher evangelisch-lutherischer Theologe und Kirchenlieddichter.

## Leben

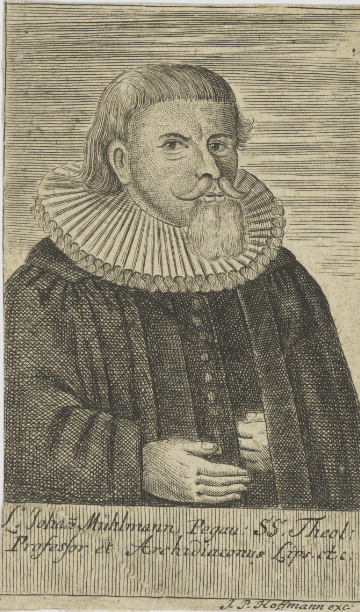
Johann Mühlmann (1573–1613), Kupferstich, Zeichner: J.D. Hoffmann, Leichpredigt von Vincentium Schmuck, Leipzig 1613

Johann I. (auch Johannes) Mühlmann (auch Mülman, Mülmann, Mulmanis) wurde am 28. Juli 1573 in Wiederau geboren. Er fungierte als Pfarrer in Naumburg und Laucha an der Unstrut. An der Leipziger St. Nikolai-Kirche wirkte er seit 1605 als Archidiakon. Er besuchte die Fürstenschule zu Schulpforte und ging von da im 1594 nach Leipzig als kurfürstlicher Stipendiat zum Studium der Theologie und hernach nach Jena. Im 1598 wurde er in Zeitz ordiniert, wonach er zu Leipzig als Sonnabendsprediger an der Thomaskirche hinkam. 1599 wurde er Diakonus in Naumburg an der Wenzelskirche. An der Universität Jena trug Mühlmann am 12. November 1602 unter dem Vorsitz des Theologieprofessors und Superintendenten Georg Mylius 173 Thesen über die Methode der theologischen Beweisführung vor, die sich gegen Sophismata richteten, "mit denen Jesuiten beim Religionsgespräch zu Regensburg 1601 versucht hätten, die christliche Wahrheit zu verhöhnen und zugrunde zurichten". 1604 wurde Mühlmann Pastor zu Laucha und in demselben Jahre noch Archidiakonus zu St. Nicolai in Leipzig. Ab 1607 erhielt Mühlmann die Licentiatur und kommissarisch die vierte Professur an der Leipziger theologischen Fakultät. Auf dem Lehrstuhl und auf der Kanzel bewährte er, wie ein Zeitgenosse von ihm bezeuget hat, "einen rechten Löwenmuth wider die Feinde der Kirche, Papisten und Calvinisten". Noch ohne die von ihm erhoffte Doktorpromotion (doch nach anderen Quelle seit dem 1. Oktober 1612 schon mit der Doktorwürde) stieg er 1613 zum Pfarrer an St. Nikolai auf. Am 14. November gleichen Jahres verstarb Johannes Mühlmann erst vierzigjährig und wurde am 17. November in St. Pauli beigesetzt. Johannes Mühlmann hat eine beachtliche Anzahl von theologischen Texten hinterlassen, darunter auch die von ihm gehaltenen Festpredigten zum 200-jährigen Bestehen der Universität. Über seinen Tod hinausreichende Popularität erlangte er jedoch durch seine geistlichen Dichtungen. Einige davon fanden Eingang in die evangelischen Gesangbücher (z. B. dem Nürnberger Gesangbuch von 1618). Den musikalischen Bearbeitungen durch Johann Hermann Schein, Johann Crüger und Johann Sebastian Bach ist es zu verdanken, dass seine Texte auch heute noch gesungen werden. Sie wurden sogar ins Englische übertragen und sind daher auch in der anglikanischen Kirche noch heute gebräuchlich. Mühlmann hat außer einer größeren Reihe lateinischer Abhandlungen, die Rotermund genau anführt, einige in ihrer Zeit sehr verbreitete Erbauungsbücher drucken lassen, unter denen das „Exercitum crucis“, d. h. vierzig geistliche Andachten und Gedanken über den 91. Psalm (1619, 2. Aufl. 1626), besonders bekannt sind; vorzüglich aber hat er als Dichter geistlicher Lieder sich einen Namen gemacht. Fünf Lieder von ihm, welche Mützell und Wackernagel haben abdrucken lassen, sind bekannt; sie finden sich alle fünf im Nürnberger Gesangbuch von 1618; einige sind schon 1612 und 1616 in älteren Sammlungen gedruckt; die ersten Drucke scheinen noch nicht wieder entdeckt zu sein. Sie haben dann bald eine weitere Verbreitung gefunden, besonders sein Morgenlied „Dank sei Gott in der Höhe zu dieser Morgenstund“ und sein Abendlied „In dieser Abendstunde laßt uns mit heller Stimm“. Er starb an Typhus am 14. November 1613, erst 40 Jahre alt und wurde in der Paulinerkirche am 17. November bestattet. Im Mai 1968 wurden seine Gebeine von der Stasi in einem Kindersarg entfernt, danach wurde das Gotteshaus gesprengt.

## Epitaph

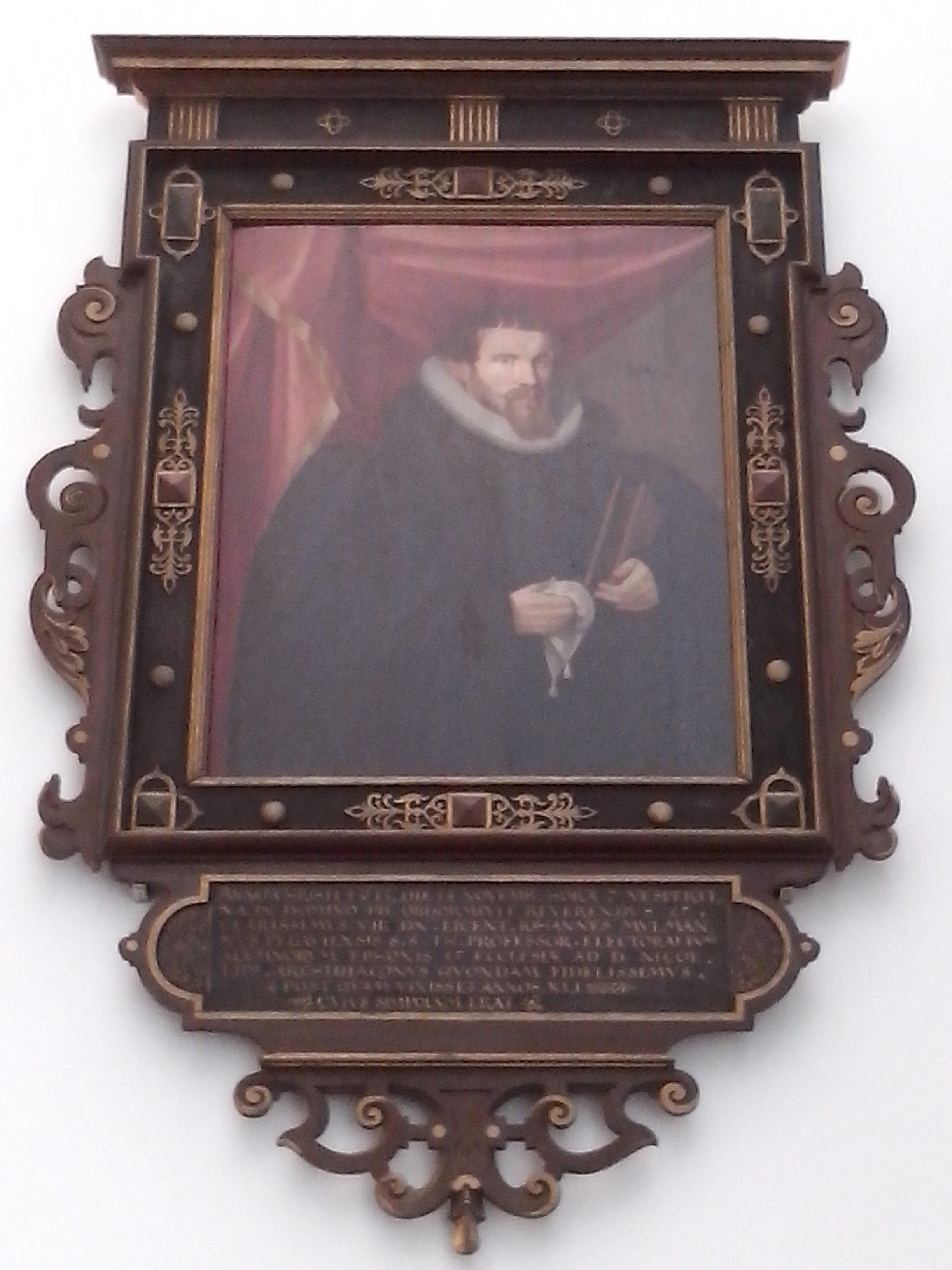
Epitaph – Paulinum, Leipzig

| ANNO CHRISTI 1613, DIE 14 NOVEMBR. HORA 7 VESPERTI,, NA IN DOMINO PIE OBDORMIVIT REVERENDVS & , CLARISSIMVS VIR DN. LICENT. IOHANNES MVLMAN,, NVS PEGAVIENSIS S.S. TH. PROFESSOR. ELECTORALIVM ALVMNORUM EPHONIS & ECCLESIÆ, AD D NICOL. LIPS. ARCHIDIACONVS QVONDAM FIDELISSIMVS. POST QVAM VIXISSET ANNOS XLI CVIVS SIMPOLVM ERAT Folgende Fehler sind in dem restauriertem Epitaph zu merken: anstatt "Ephonis": "Ephorus"; "Simpolvm": "Symbolvm". Komplett weggelassen wurde unerklärlich nach "ERAT": "Dulcior es vitâ Christo ben gne meâ. Psal. 63,4." |

Nikolaikirche 1592
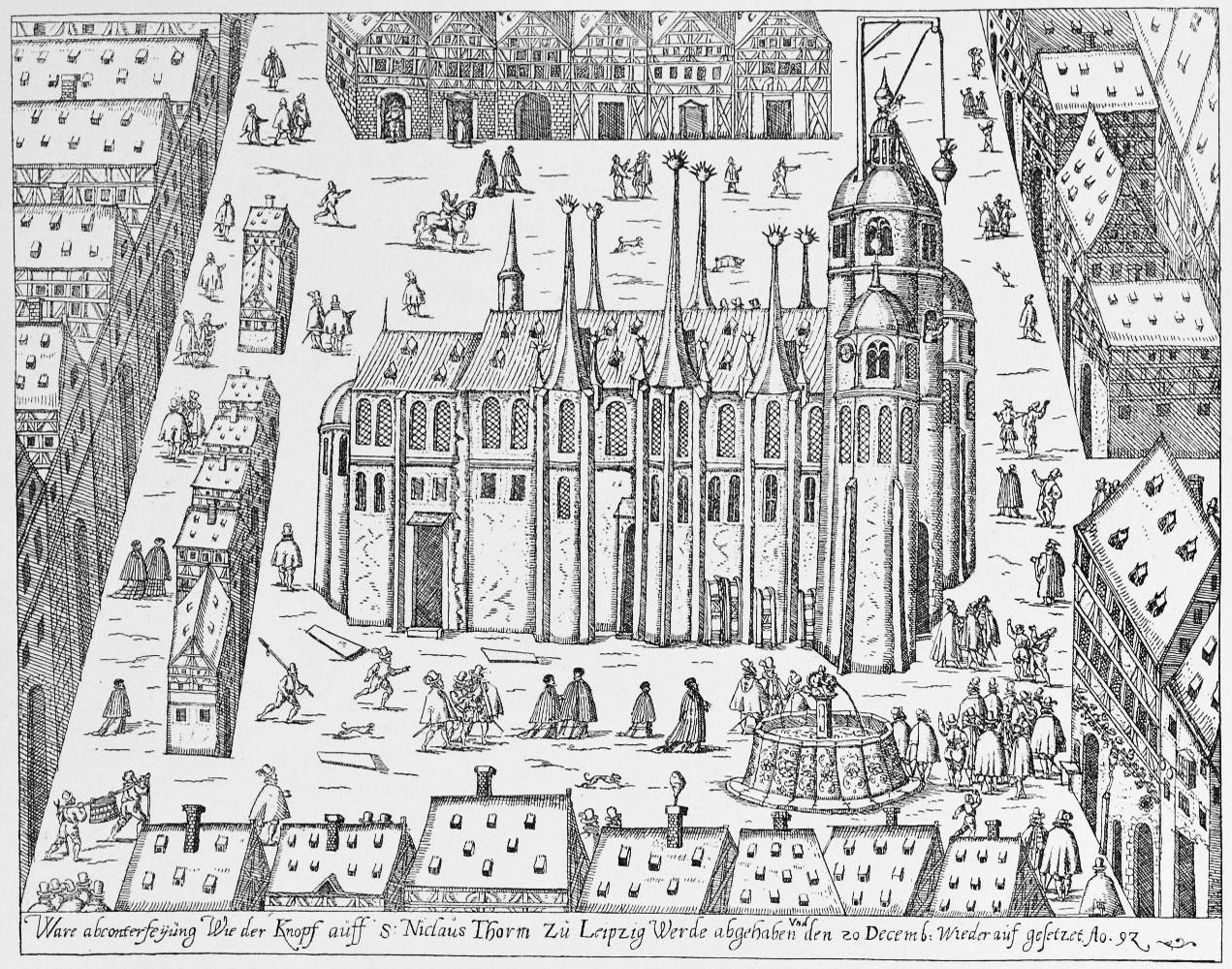

Paulinerkirche 17. Jahrh.
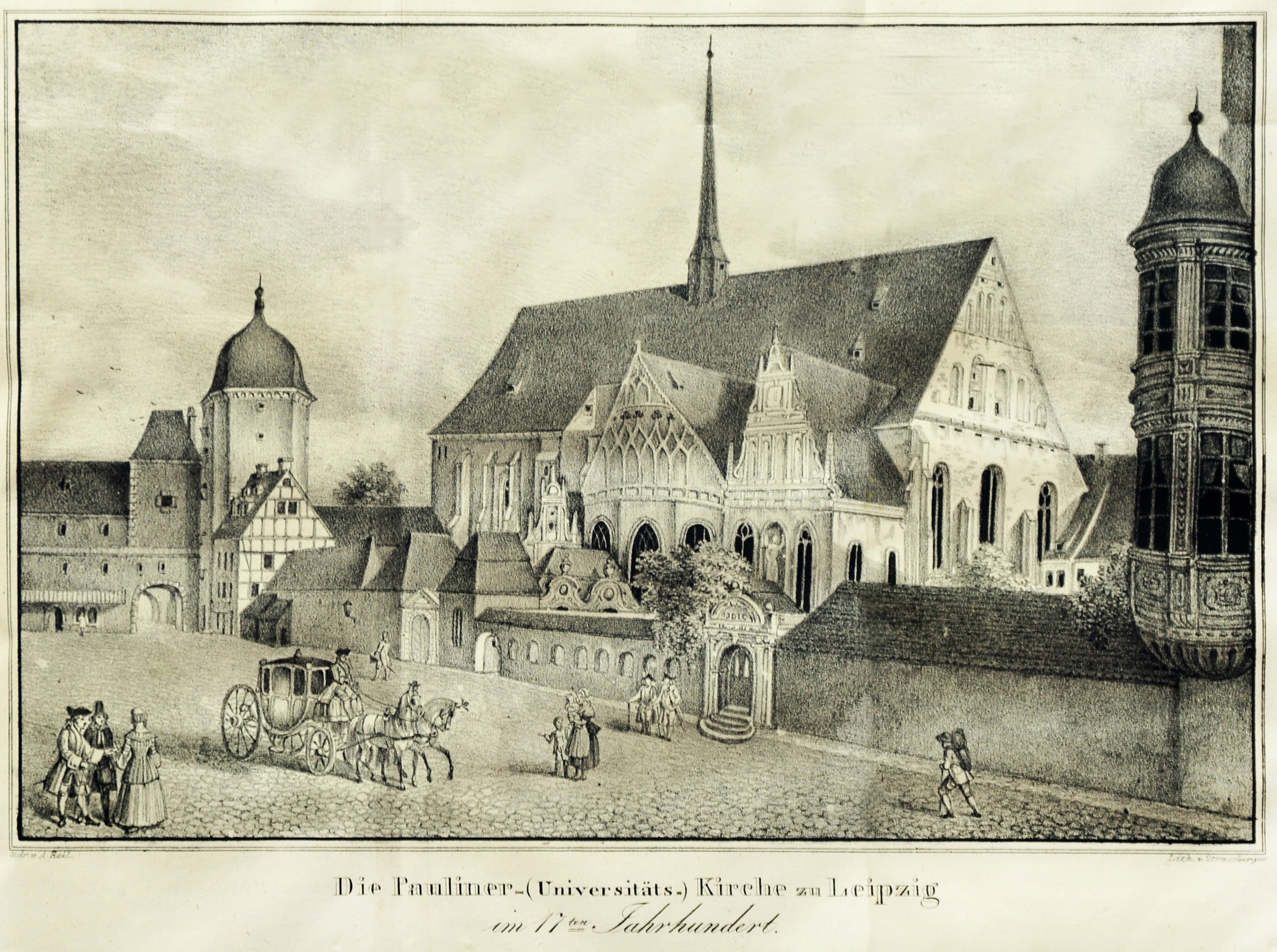

Es ist nicht klar, ob Stepner die Inschrift wirklich gut lesen konnte. Das Epitaph hing seinerzeit an der Nordwand, wo das Licht besonders schlecht war. Er selbst klagt in seiner Vorrede über die miserablen Lichtverhältnisse in der Kirche. Stepner, der die lateinisch exakte Wortform niederschrieb, nutzte nach eigener Aussage daher auch verschiedene ältere handschriftliche Inschriftenverzeichnisse. Kann sein, dass er meinte, das dort gelesene Wort lateinisch berichtigen zu müssen. Im Gurlittschen Denkmälerverzeichnis von 1895 gibt es völlig untypisch keine Wiedergabe der Inschrift, er konnte das Epitaph nicht mal mit einem Namen verbinden. Das deutet auf eine extrem ungünstige Hängung hin, die vielleicht noch der von 1714 im Treppenwinkel zu den Betstühlen nahe dem Nordchor entsprach. Es erfolgten sicher mehrere Auffrischungen und Restaurierungen, wie etwa 1816 anzunehmen und 1899 bestätigt. Die letzte von Frau Luckenbach 2007/08 ergab jedoch keinen Hinweis auf eine Veränderung der Buchstaben in dem betreffenden Bereich durch frühere Restaurierungen.
Mühlmanns restauriertes Epitaph mit Ölgemälde befindet sich im neuen Bau des "Paulinums", das am 1. Dezember 2017 eröffnet wurde. Die Restaurierung wurde von dem Service Club Soroptimist International finanziert. Das in einem zeitgenössischen Plattenrahmen überlieferte Bildnis ist mit Ölfarbe auf Holz gemalt und zeigt Johannes Mühlmann als Geistlichen in seiner Amtstracht, in schwarzem Talar und Mühlsteinkrause. Er steht vor einem gerafften Vorhang, unter dem linken Arm trägt er ein Buch (Bibel oder Postille), in der rechten Hand hält er ein Kelchtuch. Die Attribute verweisen auf den Gottesdienst und die darin geübte Einheit von Predigt und Abendmahl. Das Porträt ist auf dem Rücken des Buches, welches Mühlmann in der Hand hält, durch ein manipuliert wirkendes Monogramm „MLM 1620“ datiert. Ein Künstler mit dieser Signatur ist bislang jedoch nicht auszumachen. Das Porträtgemälde ist mitsamt seinem originalen, mit Beschlagwerk und Diamantauflagen geschmückten Plattenrahmen erhalten, den ein unterteiltes Gesims bekrönt. Seitlich wurden volutenverzierte „Ohren“ angefügt, unterhalb des Rahmens wurden entsprechend die Schrifttafel mit Namen, Ämtern und Lebensdaten des Verstorbenen und ein ornamentales Gehänge ergänzt, die nahelegen, dass das Porträt Mühlmanns nachträglich zum Epitaph umfunktioniert wurde. Die – später überarbeitete – Fassung weist folgende Farbigkeit auf: Schwarz für die zurückliegenden Flächen des Rahmens und die Inschrifttafel, Gold für Profile, applizierte Ornamente und Buchstaben, Rotbraun für die Restflächen und farbige Lüsterungen für die Edelsteinimitationen. Bis zum Mai 1968 hing das Epitaph im Nordchor der Paulinerkirche an der Ostwand. Schon Stepner erwähnt es 1690 in seinem Inschriftenverzeichnis „in septentrionali“, d. h. im nördlichen Seitenschiff.

### Restaurierung
Das Epitaph war vollständig erhalten, hatte aber wie viele andere unter ungünstigen Lagerungsbedingungen und einem ehemaligen Anobienbefall gelitten. Besonders das Gebälk des Zierrahmens zeigte deutliche Spuren eines Wasserschadens, was darauf schließen lässt, dass das Objekt eine Zeitlang „auf den Kopf“ gestellt worden war und dabei zu viel Feuchtigkeit abbekommen hatte. Die leicht verwölbte Holztafel war insgesamt relativ stabil, allerdings stark eingetrübt und mit inselartigen Schmutzansammlungen, die auf einen Schimmelbefall hindeuteten. Hinzu kam ein stark vergilbter Firnis, unterbrochen durch zahlreiche Fehlstellen, die besonders in den hellen Inkarnatsbereichen auftraten. Der rote Farblack des Vorhangs hat sich im Lauf der Zeit durch Lichteinflüsse irreversibel entfärbt und ist in seiner originalen kräftigen Farbigkeit nur noch im Bereich des geschützten Rahmenfalzes erhalten.
Völlig unzulänglich war die Befestigung des Bildes im Rahmen. Die Tafel saß locker im zu großen Falz und hatte dadurch Abrieb und Malschichtverluste im Randbereich erlitten. Die mit einer Entfernung des alten Firnis verbundene Oberflächenreinigung und behutsame Restaurierung des Porträts hat die hohe künstlerische Qualität der Malerei wieder zum Vorschein gebracht. Sie lässt auch im Streiflicht eine später nicht ausgeführte Anlage der Komposition erkennen, die rechts im Hintergrund eine abgebrochene Säule auf hohem Postament vorsah. Dieses geläufige Symbol der vom Tod zerstörten Mannestugenden (Virtus) untermauert die These von der postumen Entstehung des Bildnisses.

## Familie

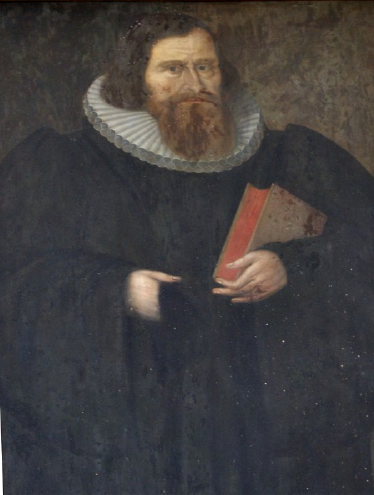
Christian Mühlmann (1582–1642), Archidiakonus zu Pegau, Gemälde, Kirche zu Pegau, um 1626, Maler unbekannt

Mühlmanns Eltern waren Magister Pfarrer Hieronymus I. Mühlmann (* 1535 in Grimma; † 20. Mai 1587 in Pegau) 1566–1568 Pfarrer in Nenkersdorf, zwischen 12. April 1568–1575 Pfarrer in Wiederau, seit 9. November 1575 Diakon und seit 1585 Archidiakonus in Pegau, und Magdalena (* 1547 in Pegau, † 16. August 1616 ebd. in Pegau), Tochter von Johannes Grosse, Ratsherr und Oberkämmerer in Pegau und Gertrud geb. Seiffarth. Mühlmanns Schwester Barbara wurde am 25. Januar 1580 in Pegau getauft; wie ihre Schwester Magdalena und ihr Bruder Johann starb sie 1613 an der Pest. Mühlmanns Bruder Christian I. Mühlmann (* 1. Dezember 1582 in Pegau; † 21. Oktober 1642 in Pegau) war seit 1609 Diakonus, wurde am 19. Juni 1610 mit Catharina, Tochter von Martin Teichmann, verheiratet und war seit 1626 Archidiakonus in Pegau. In 1. Ehe im September 1599 heiratete Mühlmann Dorothea Gleser, (getauft 10. Dezember 1579 in Pegau, † 2. November 1607 an der Pest in Leipzig). Ihr Vater, Johannes Gleser (* 27. November 1525 in Dehles; † 12. Mai 1606 in Pegau) war Stadtrichter, Ratsverwandter, Stadtschreiber und Ratskämmerer in Pegau, verheiratet seit 23. Januar 1565 in Grimma mit Margarethe geb. Rade (* 20. Juli 1546 in Grimma; † 8. August 1624 in Pegau), eine Tochter von Martin Rade (* um 1510 in Grimma; † 28. August 1552 in Grimma) Ratsherr in Grimma zwischen 1549 und 1552 und Dorothea geb. Möstel aus Merseburg. Über Dorotheas Tode seufzte er in unablässigem Gebete: "Herr Jesu, erbarm dich auch meiner im Todeskampfe um deines Kampfes willen!" Die Kinder aus 1. Ehe sind:-
1. Johann II. Mühlmann SJ (* 12. Mai 1600 wahrscheinlich in Naumburg[21][22]; † 10. Februar 1651 in Hadamar[23]), katholischer Theologe, Mönch, des Fürsten Johann Ludwig von Nassau-Hadamar (* 12. August 1590 in Dillenburg; † 6. März 1653 in Hadamar) Beichtvater.[24]
2. Magdalena Mühlmann (* um 1600 wahrscheinlich in Naumburg; † 16. November 1633 in Borna), als Witwe von Jacob Lossius (* 22. Juni 1596 in Dippoldiswalde; † 28. Januar 1663 in Borna), Philosoph, Pfarrer und Superintendent in Borna.
3. Hieronymus II. Mühlmann SJ (getauft dem 23. Februar 1606[25] in Leipzig; † 22. Oktober 1666 in Kopenhagen), katholischer Rektor und Missionar in Dänemark.[26]
4. Maria Mühlmann (Nottaufe zu Hause den 30. Oktober 1607[27] in Leipzig; † 2. November 1607 in Leipzig).

In 2. Ehe war Mühlmann seit 17. Oktober 1608 verheiratet mit Gertrud, eine Tochter von dem Leipziger Bürger Georg Grünewald und Witwe von Paulus Bursius (auch Paul Bursche genannt). Ihre Kinder waren:-
1. Paul Mühlmann (getauft den 17. Oktober 1609 in Leipzig[29]; † 1642 in Weißenfels), Magister (Universität Leipzig) studierte mit Poeta laureatus Paul Fleming, widmete ihm 1632 ein Gedicht "De rautato magistrorum creationis tempore"[30]; 1636–1642 Pfarrer in Reichardtswerben, danach in Weißenfels.[31]
2. Christian II. Mühlmann (* 11. Februar 1611[32] in Leipzig; † 13. September 1660 in Lützschena), (Zwilling) Magister, Pfarrer in Lützschena und Hänichen bei Leipzig, Vater von Christian III. Mühlmann (* um 1640), gestorben in Rom als päpstlicher Sekretär; und Johann III. Mühlmann (* 5. November 1642 in Leipzig; † 24. April 1715), Antiquar und Historiker.[33]
3. Maria Mühlmann (* 11. Februar 1611[34] in Leipzig) (Zwilling)
4. Susanna Mühlmann (getauft den 15. Juli 1612[35] in Leipzig), verheiratet seit 1635 mit Joachim Pollio (* 7. April 1602 in Bunzlau in Schlesien; † 3. Juni 1656 in Breslau), Archidiakonus in Breslau.
5. Gertrautte Mühlmann (getauft den 29. Dezember 1613[36] in Leipzig).

## Werke

### Gedichte
- O Lebensbrünnlein tief und groß, entsprungen aus des Vaters Schoß (1612; Evangelisches Gesangbuch Nummer 399)
- Dank sei Gott in der Höhe zu dieser Morgenstund (1618) (Noten: Johann Sebastian Bach)
- Das Laub fällt von den Bäumen
- Wer Gott vertraut
- Wir sind die zarten Reben

### Kirchenlieder
- Ach Gott, daß du uns hast so mild – Danklied nach Essen., 10 vierzeil. Str, im Hamburger GB. 1612 S. 263, i. N.  WKL 5, 443 Nr. 695; in J. H. Scheins Cantional 1627. CX. Bl. 205 mit Namen; in Jer. Webers Leipz. GB. 1638 S. 431. o. N.
- Dank (Lob) sei Gott in der Höhe In dieser Morgenstund- Morgengesang, das verbreitetste der 5 Lieder, 7 achtz. Str., im Nürnb. GB. 1618. S. 373. J. M. M. (Joh. Mülmann, Magister).
- Dich loben, Gott, wir alle in der Stille Zion – von der lieblichen Sommerzeit., 7 achtzeil. Str. J. M. M., im Nürnberger GB. 1618 S. 735.
- In dieser Abendstunde laßt uns mit heller Stimm – Abendlied wider die melancholische Furcht des Todes., 6 achtzeil. Str.  J. M. M.  Nürnb. GB. 1618 S. 592.
- O Lebens-Brünnlein tief und groß – Trostlied über die Wörte: Psalm 65, 10., 9 neunzeil. Str.  J. M. M.  Nürnb. GB. 1618 S. 733; in Jer. Webers Lpz. GB. 1638 S. 631 mit Namen.[37]

- In dieser Abendstunde, Laßt uns mit heller Stimm
- Ach Gott, daß du uns hast so mild
- O Lebens-Brünnlein tief und groß
- Dank sei Gott in die Höhe, Zu dieser Morgenstund'
- Dich loben, Gott, wir alle in der Stille Zion

### Veröffentlichungen
- sive Photinianos
- Epulum cœleste

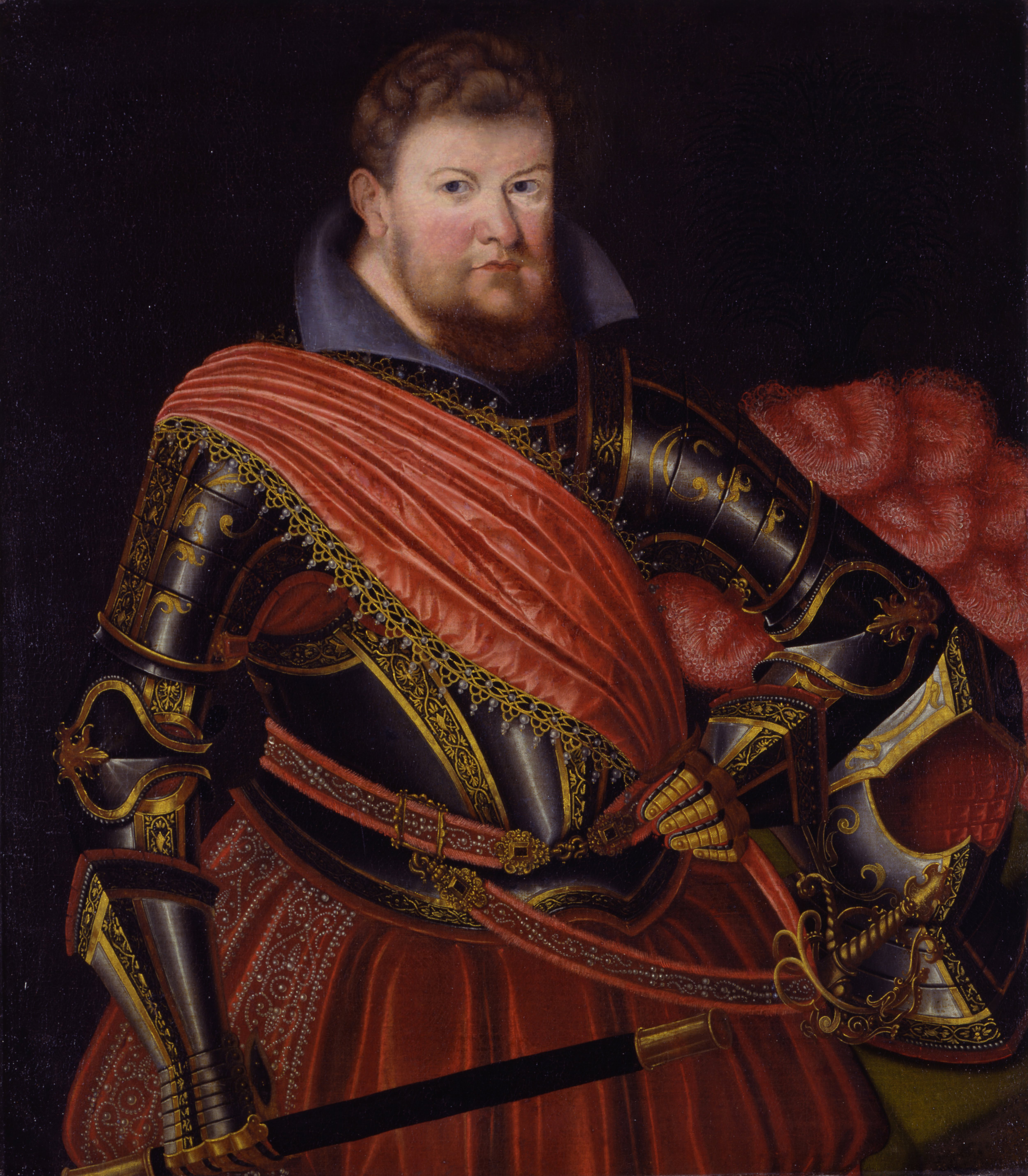
"Rautencräntzlein" 1602 gewidmet an Christian II. Kurfürst zu Sachsen

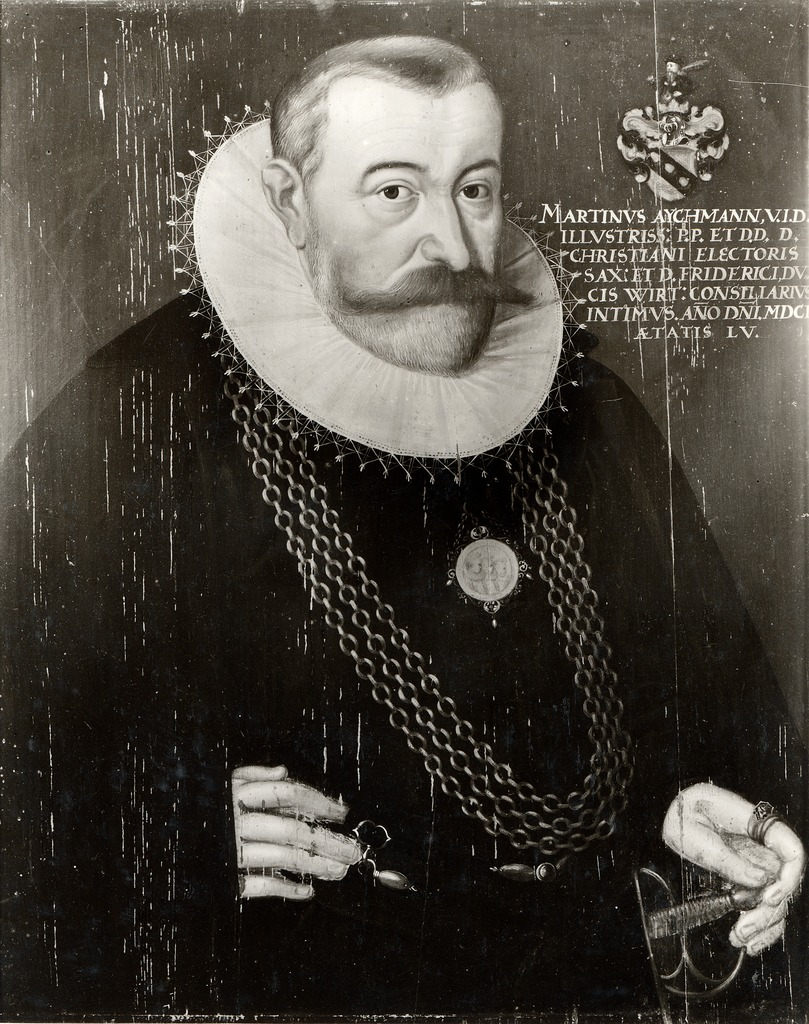
Martin Aichmann wirkte 1607 im Disputation mit

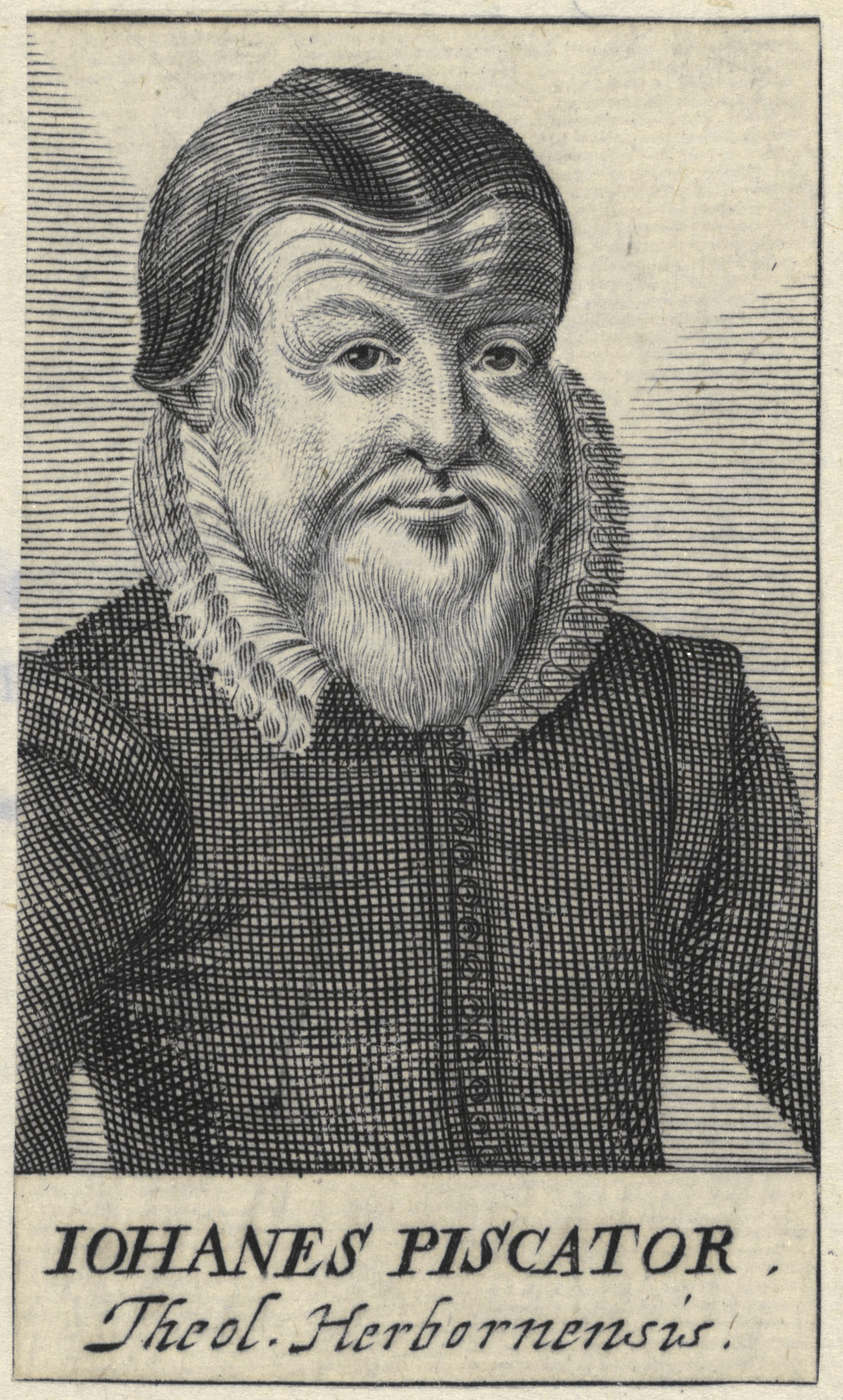
Johannes Piscator wirkte 1608 im Disputation mit

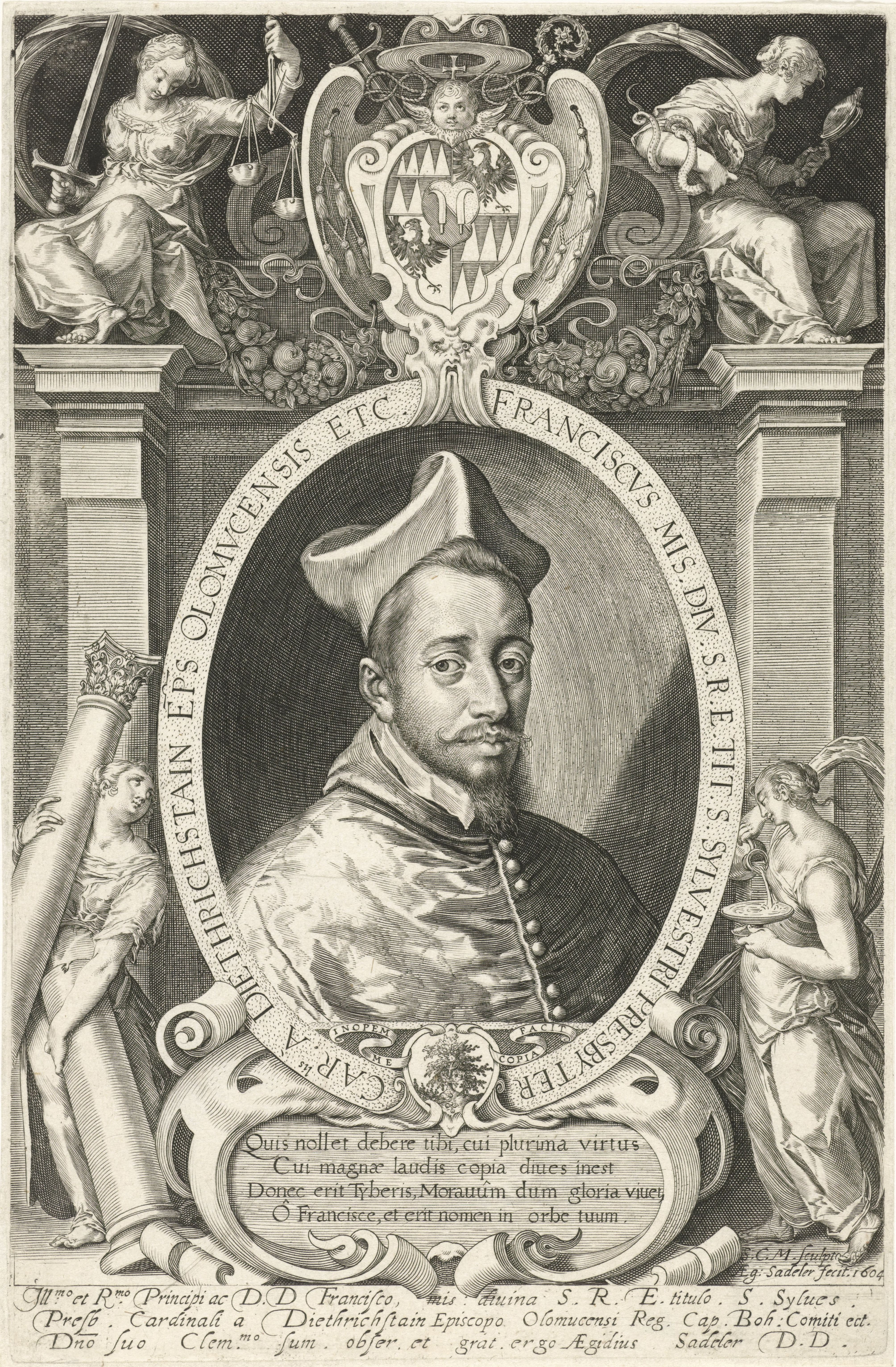
Kardinal Franz Seraph von Dietrichstein, Bischof zu Ölmutz wurde 1608 stark kritisiert

- 1602 Rautencräntzlein Der hochlöblichen Churfürsten von Sachsen: Gotte vnd der hohen Obrigkeit zu Ehren, Vnserm Gnädigsten, Chur vnd Landesfürsten Hertzog Christiano II, &c. zu seliger Glückwünschung: Der Christlichen Gemeine in der Stad Naumburgk Zu warer Dancksagung gegen Gott: Zu vntertheinigem gehorsam gegen der Oberkeit: Aussgeleget, vnd vnter viel Hertzlichen Seufftzern der Zuhörer daselbst geprediget, Verfasser: Johann Mülmann, Herausgeber: Leipzig : Jn vorlegung Thomas Schürers Buchh., M. DC. II. ,1602
- 1602 Theses De Methodo Tēs Theologikēs Apodeixeōs : Contra Sophismata & pseudographēmata, quibus impudentes Jesuitae Christianam veritatem, praeter omne Theologiae & Dialecticae ius, in Collegio Ratisbonensi maxime, eludere & evertere conati sunt, & adhuc summa ope conantur …, Verfasser: Georg Mylius; Johann Mülmann; Universität Jena, Herausgeber: Jena Ienae Steinmannus, 1602
- 1604 Pyrrho redivivus in censura Jesuitarum Moguntinensium contra disputationem Jenensem, J. Mülmann, Leipzig, 1604
- 1607 Fünff christliche Predigten, Wittenberg, 1607
- 1607 Theses Disputationis antirretikes. De Veritate Et Integritate Coenae Dominicae: Num nudum Verbum & Elementum, exclusis actionibus integrantibus & absente corpore & sanguine Christi faciant Sacramentum Coenae? Autoren: Johann Mühlmann, Gregor Francke, Mitwirkende Person: Martinus Aichman, Verlag Schmidt, 1607
- 1607 Zwo christliche Predigten: die erste Ein Jüden-Predigt, von der hohen Frage : Ob auch noch eine allgemeine Bekehrung der Jüden vor der Welt Ende zugewarten sey … bey angestalter Tauffe eines geborenen Jüden den 10. Augusti gehalten : Die ander Von der Gnadenwahl der Ausserwehlten …, Verfasser: Johann Mülmann, Herausgeber: [Leipzig] : Jn Verlegung Christoff Elgern, Buchhändlers [1607]
- 1607 Disputatio AntiGesauwitica … De Verbo Dei Scripto : Pro refutatione mendosi speculum miseriarum Contra Mulmannum a Johanne Mulhusino, Apostata … efficti 2, Verfasser: Johannes Mülmann; Gabriel Luther; Johannes a Ponicka; Johannes Spitznaes; Universität Wittenberg, Herausgeber: Wittenberg Witebergae Bergerus Witebergae Schmidt, 1607
- 1608 Hyperaspistes, pro Dn. D. Agidio Hvnnio, Quem in Articulo de Sacramentis cap. De Coena Domini, a Sophistico Iohannis Piscatoris, Professoris Herbornens:hamo, In publico Disputationis actu cui dies XV. April. Dictus est, Christo auspice, vindicabit M. Johann: Mvlmannvs, Pegau. SS. Theologiae Professor in Academia Lipsensi. Anno M. DC. VIII. Lipsiae, Impensis Christoph: Elgeri Bibliopol., Jacobus Popporeich excudebat.
- 1608 Exercitium crucis, Creutz-Übung, das ist: 40 Christliche Andachten, und Gedancken uber den 91. Psalm : allen betrübten und bekümmerten Hertzen, in allerley Noht, sonderlich aber in Sterbensleufften zum Trost, im elende und Klag-Hauß gestellet. Mit beygefügter Leichpredigt seiner lieben Dorothea seligen / gethan durch … Vincentium Schmuck. Zusampt der Intimation, und etlichen Epicedijs …, Verfasser: Johann Mülmann; Vincentius Schmuck; Dorothea Mülmann, Herausgeber: Leipzig, 1608.
- 1608 Summarische Antwort / Auff den Heillosen Beichtspiegel / Frantzen/ eines Römischen Cardinals und Mährländischen Bischoffs zu Olmütz Darinnen er die Armen Bußfertigen Sünder nicht auff Christum / sondern auff ihre eigene Sündenbüssende Rew/ gnugthuung / und erzehlung aller Todtsünden / mit ihren Umbständen weiset/ Und hierauff ihnen den Himmelsschlüssel ubersendet, Verfasser: Johann Mülmann; Wolffgang Kretzschmer; Jacob Bierer; Johannes Mulmann; Johannes Mühlmann; Herausgeber: Wittemberg Berger Wittemberg Schmidt Wittenberg, 1608
- 1611 De universalitate meriti Christi, Leipzig
- 1611 Fera arundinis=Das Thier im Rohr, das ist: Eine Weissagung des Königes Davids, aus dem 68. Psalm, von dem Römischen Antichrist, dem Bapst, Leipzig, 1611
- 1611 Hausehre. In 2 Predigten über Ps. 68, Leipzig
- 1612 Theoremata de æterna Christi deitate contra Arianos, Leipzig, 1612
- 1612 Liber vitae. Das Buch des Lebens/ Darinnen Gott seine Außerwelte Kinder und HimmelsErben/nach seiner unteilbare Vorwissenschafft/ mit dem rothen Blute Jesu Christi von Ewigkeit ein geschrieben und verzeichnet: Zur Erleuterung und Erklerung des Hohen Articuls von der Gnadenwahl/durch das Heilige Evangelium eröffnet und gepredigt von M. Johann. Mulmann Professorn und Dienern des Göttlichen Worts zu S. Niclas. Leipzig; In verlegung Jacob Apels; im Jahr M.D.C.XII. 1612
- 1612 Leichpredigt von des Herrn Jesu himlischen ArtztAmpte: Bey dem Begräbnis der Erbarn vnd Tugentsamen Fraw-Justinen/Des Erbarn und Wolgeachten Herrn Hans Classen / Bürgers und Händlers allhier zu Leipzig Weiland geliebten Eheweibes / so den 19. Septemb. dieses 1612. Jahre in Gottselig entschlaffen / und hernach den 21. am Tage Matthaei / ehrlichen zur Erden bestattet worden, Gethan von Johannes Mulman der H. Schrifft Licentiaten, Professorn / und zu S. Niclas Archidiacono. Leipzig; Gedruckt durch Valentin Am Ende. 1612.
- 1613 Ehrenrettung D. Lutheri und seiner Lehrgenossen, Wider die falschgenanten Christlichen Fragstück von den dreyen streitigen Articuln 1. Vom Hochwürdigen Sacrament des Altars. 2. Vom Fegfeuer … 3. Von der lieben Heiligen Fürbitt. Welche Georgius Scherer … aus Martin Luthers … Schrifften … zusammen gezogen hat, Verfasser: Johann Mülmann, Herausgeber: Leipzig : Apel : (Beyer), 1613.
- 1619 Flagellum Melancholium, Johan. Mülman. Leipzig, 4.1619. Trost und Rath Engel wider den Melancholischen Traurgeist.
- 1680 Geistlichen Noth- und Todes-Schirm Oder Die gewisseste Hüllfe / und bewehrteste Artzeney wider die schädliche Seuche der Pestilentz / und alle andere Furcht und Gefahr / heilsamlich zu gebrauchen / genommen auß dem 91. Psalm / und In Lehr=und Trost=reichen Andachten gezeiget Von L. Johann Mühlmann / Theol. Prof. P. und Archi-Diac. zu S. Nicolai in Leipzig / und Zu diesen gefährlichen Zeiten mit sonderbaren Gebeten und Liedern vermehret von M. Salomon Liscoviio. K.P. Pfarrern in Otterwisch. Zu finden bey Christoff Klingern; Gedruckt im Jahr 1680.
- 1701 Commentarius In Librum Josuæ … In qvo, … Capitum analysin atqve Summam, Textus ex S. Fontibus diligenter expenditur …, Johannis Mulmanni, SS. Theol. dum viveret, Licent. ejusdemq[ue] Prof. Publ. ord. ad D. Nicolai Archi-Diac. & Alumnorum Electoralium Ephori, in Academia & Ecclesia Lipsiensi, Verfasser: Johann Mülmann; Christoph Samuel Martini; Johann Christoph Zimmermann; Johann Riedel, Herausgeber: Dresdæ Impensis Joh. Christoph. Zimmermanni, Bibl. Dresdæ Typis Joh. Riedelii, Typogr. Aulici Dresden, MDCCI (1701)